# Pacita Madrigal-Warns

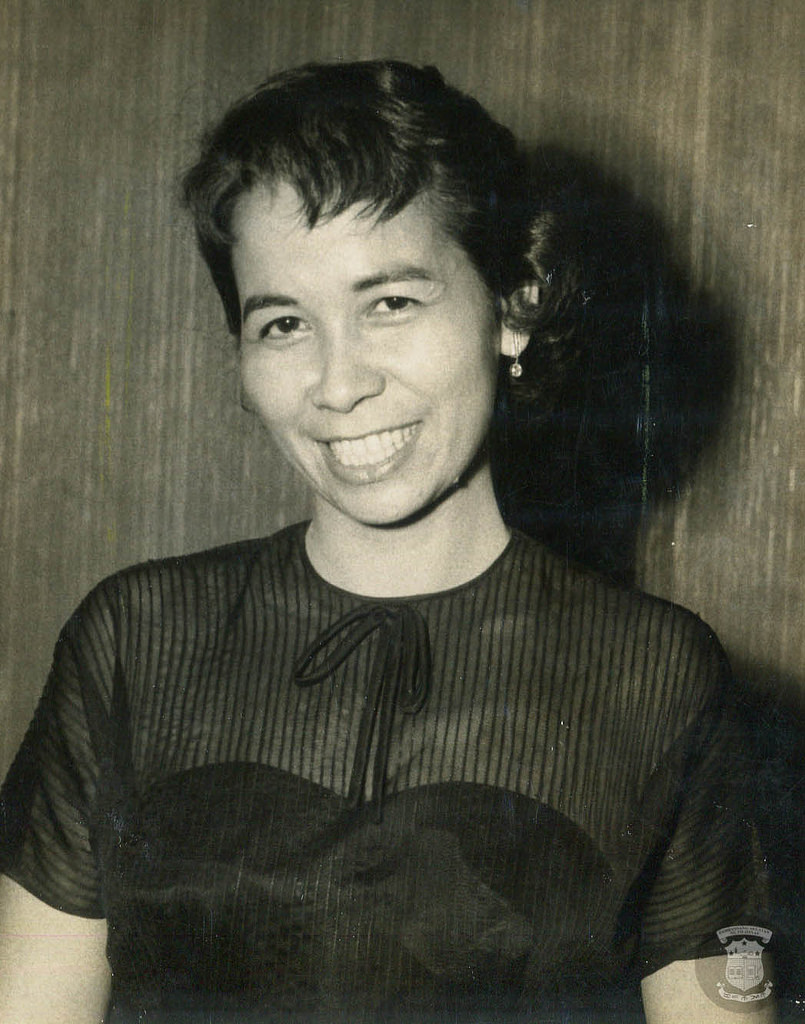
Pacita Madrigal-Warns (ca. 1950er Jahre)

Pacita Madrigal-Warns (Geburtsname: Maria Paz „Pacita“ Madrigal y Paterno; zweiter Ehename: Pacita Madrigal-Gonzales; * 4. Mai 1915 in Manila; † 12. September 2008 ebenda) war eine philippinische Politikerin der Nacionalista Party, die 1934 Kandidatin für den Titel der Miss Philippines war, der während des Manila Carnivals vergeben wurde. Später war sie zwischen 1953 und 1955 Ministerin für Soziale Wohlfahrt sowie von 1955 bis 1961 Mitglied des Senats.

## Leben

### Studien, Zweiter Weltkrieg und Sozialministerin
Maria Paz „Pacita“ Madrigal y Paterno, eines von sieben Kindern des Unternehmers und späteren Senators Vicente Madrigal und dessen Ehefrau Susana Paterno, besuchte das Colegio de San Juan de Letran, das sie als Klassenbeste abschloss. Danach begann sie ein Studium an der Philippine Women’s University; an der Sorbonne, der Universität von Paris, setzte sie es fort. 1934 war sie Kandidatin für den Titel der Miss Philippines, der während des Manila Carnivals vergeben wurde. Ein postgraduales Studium der Betriebswirtschaftslehre an der Päpstlichen und Königlichen Universität des heiligen Thomas von Aquin in Manila schloss sie „magna cum laude“ ab. Des Weiteren absolvierte sie Studienaufenthalte am Le Collège Féminin de Bouffemont in Paris, einen Motivationslehrgang bei Dale Carnegie sowie an der Powers School in New York City. Während ihres Aufenthalts in New York City kam es am 7. Dezember 1941 zum Angriff auf Pearl Harbor, der zum Eintritt der Vereinigten Staaten in den Zweiten Weltkrieg führte. Daraufhin engagierte sie sich im Amerikanischen Roten Kreuz sowie als freiwillige Krankenschwester im Walter-Reed-Militärkrankenhaus. Nach Ende des Zweiten Weltkrieges heiratete Pacita Madrigal 1945 Herman Warns, den Vizepräsidenten und Geschäftsführer der Manila Gas Corporation, und eröffnete eine eigene Ballett-Schule.
1952 begann Pacita Madrigal-Warns ihr politisches Engagement nach dem Beitritt zur Liga der Wählerinnen, die sie auf dem Kongress der International Alliance of Women in Neapel vertrat. Im Anschluss vertrat sie die Philippinen auf der siebten Generalversammlung der UNESCO in Genf und Paris. Zur Präsidentschaftswahl am 10. November 1953 organisierte sie die Unterstützung der Wählerinnen für die Kandidatur von Ramon Magsaysay und wurde nach dessen Amtsantritt Ministerin für soziale Wohlfahrt (Secretary of Social Welfare). Als Kabinettsmitglied war sie zu verschiedenen Zeiten Vorsitzende von etwa 40 Ausschüssen, Räten, Kommissionen, Gremien und Instituten wie zum Beispiel als Mitglied des Staatsrates (Council of State), des Rates für Gemeinschaftsentwicklung (Community Development Council), des Ausschusses zur Beseitigung von Elendsvierteln (Slum Clearance Committee), UNICEF, der Kommission des Friedens- und Verbesserungsfonds (Peace and Amelioration Fund Commission), der Amerikanisch-Philippinischen Gesellschaft (American-Philippine Guardian Association) und des Nationalen Roten Kreuzes der Philippinen Des Weiteren engagierte sie sich in Organisationen wie der Roxas Memorial Commission, der Institution de Mujeres, der Pan Pacific Women’s Association, dem philippinisches Komitee der Vereinten Nationen zum Appell für Kinder. Sie baute das Ministerium für soziale Wohlfahrt (Social Welfare Administration) weiter aus und organisierte zugleich die nach ihr benannte Vereinigung Sahamang Manang Pacita zur Entwicklung der Gemeinschaft durch den Einsatz von Frauen.

### Senatorin 1955 bis 1961
Zwei Jahre später trat Pacita Madrigal-Warns als Ministerin zurück und bewarb sich als Kandidatin der Nacionalista Party bei den Senatswahlen vom 8. November 1955 für einen der acht zu vergebenden Sitze im Senat. Sie wurde mit 2.544.716 Stimmen (50,4 Prozent) gewählt und erhielt damit das beste Ergebnis unter 21 Kandidaten. Somit wurde sie nach Geronima Pecson zweite Senatorin. In der Folgezeit war sie Vorsitzende des Senatsausschusses für soziale Gerechtigkeit, Gemeinschaftsentwicklung und Wohlfahrt (Committee on Social Justice, Community Development and Welfare) sowie andere Senatsausschüsse. Nach dem Tode ihres ersten Ehemannes heiratete sie 1956 in zweiter Ehe den Rechtsanwalt Gonzalo Gonzales, dessen Vater Bienvenido Ma. Gonzales zwischen 1939 und 1943 und erneut von 1945 bis 1951 Präsident der Universität der Philippinen war.
Bei den Senatswahlen am 14. November 1961 bewarb sie sich für eine Wiederwahl. Sie erreichte allerdings mit 2.172.260 Stimmen (32,2 Prozent) lediglich den elften Platz unter 22 Kandidaten und verpasste somit den Wiedereinzug in den Senat, für den acht der 24 Sitze gewählt wurden. Nach ihrem Ausscheiden aus dem Senat und dem damit verbundenen Verlust der politischen Immunität wurde Anklage gegen sie wegen Missbrauch, Veruntreuung und Missbrauch öffentlicher Gelder der Social Welfare Administration während ihrer Amtszeit von 1954 bis 1955 erhoben. Diese Anklage wurde allerdings 1963 durch den Obersten Gerichtshof der Philippinen zurückgewiesen.
Aus ihren beiden Ehen gingen der Sohn Vicente „Bu“ Madrigal Warns sowie die Tochter Ana Maria Gizela Madrigal Gonzales hervor. Ihre Nichte Maria Ana Consuelo „Jamby“ Madrigal de Valade war zwischen 1992 und 1998 Unterstaatssekretärin im Ministerium für soziale Wohlfahrt und Entwicklung sowie von 2004 bis 2010 ebenfalls Senatorin.